# Estação Nilópolis
Nilópolis é uma estação de trem do estado do Rio de Janeiro, localizada no município de Nilópolis, no bairro Centro.

## História

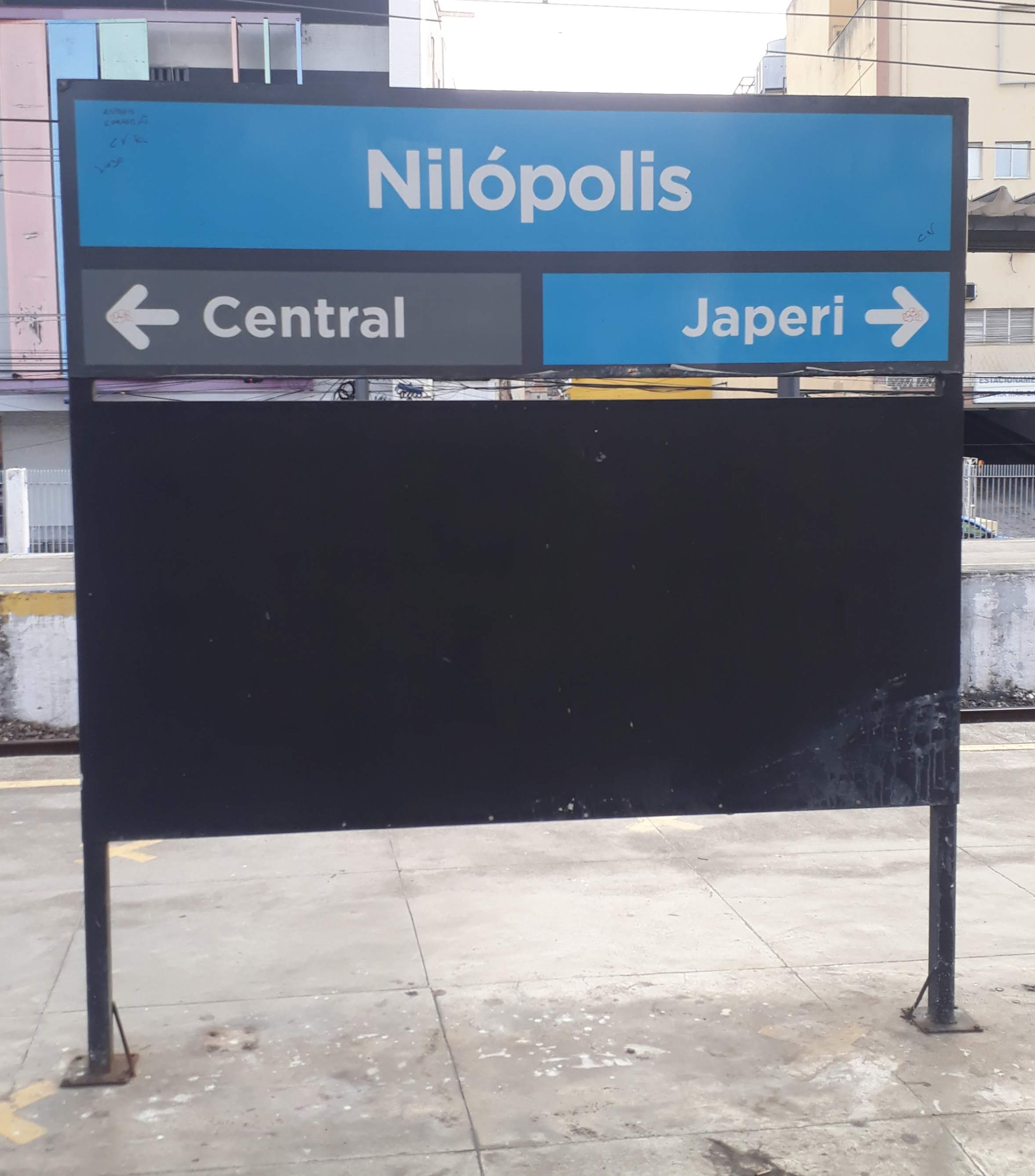
Placa Nilópolis

A então estação de Engenheiro Neiva foi inaugurada em 1914. Logo o seu nome foi alterado para Nilópolis, concedido em homenagem ao político fluminense, ex-Presidente da República, Nilo Peçanha.
O nome original da estação foi passado para uma outra da EFCB, no ramal de São Paulo, em Guaratinguetá. O prédio antigo e possivelmente original da estação foi mantido embora tenha havido o aumento das plataformas e colocação de modernas passarelas.
Há um projeto de modernização desta estação coordenado pela SuperVia, e já houve a colocação de escadas rolantes integrando o calçadão com o mezanino da estação.

## Plataformas
Plataforma 1A: Não é utilizada 
Plataforma 1B: Sentido Japeri
Plataforma 2C: Sentido Central do Brasil
Plataforma 2D: Não é utilizada